# Chlorops ferrugineus
Chlorops ferrugineus är en tvåvingeart som beskrevs av Oswald Duda 1930. Chlorops ferrugineus ingår i släktet Chlorops och familjen fritflugor.
Artens utbredningsområde är Colombia. Inga underarter finns listade i Catalogue of Life.